# WET (videojuego)
WET es un videojuego de acción y disparos en tercera persona programado por la empresa Artificial Mind and Movement y publicado por Bethesda Softworks para las consolas PlayStation 3 y Xbox 360. Fue puesto a la venta en América del Norte el 15 de septiembre de 2009 y en Europa el 18 de septiembre de 2009. Una versión para Japón salió al mercado el 17 de septiembre de 2009.
Es un videojuego en el que prima la acción y los disparos utilizando saltos y movimientos acrobáticos. La historia sigue las aventuras de Rubi Malone (interpretada por la actriz Eliza Dushku), una mercenaria bebedora y muy mal hablada. El título del videojuego, WET, deriva del eufemismo anglosajón "Wetwork" (trabajo sucio), un trabajo sucio que involucra mancharse las manos de sangre. El estilo gráfico del juego recuerda a las producciones cinematográficas de ficción de explotación, y a películas de Quentin Tarantino como Death Proof, Planet Terror o Kill Bill.
Wet al día de hoy se le considera un videojuego de culto debido a su escaso éxito.

## Jugabilidad
WET es un videojuego de acción que combina disparos, esgrima, acrobacias y algo de gore. La protagonista, Rubi, lleva dos pistolas gemelas y una espada (aunque también puede llegar a equiparse con una escopeta, metralletas y una ballesta) y puede disparar mientras salta, se desliza sobre sus rodillas y corre por las paredes. Durante estas acciones acrobáticas, la acción del juego se ralentiza y ella buscará automáticamente su segundo objetivo. De esta manera, el jugador solo tiene que apuntar hacia otro enemigo y abrir fuego para matar a dos enemigos a la vez. También puede combinar sus ataques como golpear a un enemigo mientras corre por la pared o deslizarse sobre sus rodillas hasta un enemigo y golpear con la espada, haciendo un ataque similar a un "uppercut". Acumulando muertes y recogiendo multiplicadores de puntuación, se aumenta la puntuación total y la velocidad de recuperación en la barra de vitalidad. Rubi también puede recuperar vida bebiendo botellas de whisky que hay repartidas por los escenarios.
En algunas zonas del juego, el rostro de Rubi queda totalmente cubierto de sangre y entra en una especie de estado de furia asesina. En modo furia, la estética cambia a un tono Noir, con imágenes rojo, blanco y negro. Los ataques de Rubi se vuelven más rápidos y letales, capaz de matar muchos enemigos de un solo disparo. También existen zonas que consisten en secuencias Quick Time Event.
Al final de cada etapa, la calificación final del jugador se basará en tres apartados: tiempo empleado, acrobacias y multiplicadores. En función del resultado obtenido, se otorgarán puntos de estilo que permiten la compra de actualizaciones para Rubi y sus armas como aumentar la barra de vitalidad de Rubi, aumentar la tasa de disparos y el daño de las pistolas, escopetas, metralletas, etc.

## Argumento
Rubi Malone es una mercenaria y cazadora de recompensas. En el prólogo del juego, ella es contratada para recuperar un maletín que está secuestrado por una pandilla de matones de tres al cuarto. Cumple con su objetivo, dejando numerosos pandilleros muertos a su paso, y entrega el maletín a un hospital. Resulta que el maletín contenía un corazón humano, que un hombre poderoso llamado William Ackers necesita para sobrevivir. Rubi entrega el maletín al hijo de Ackers, recoge su dinero y se marcha.
Un año más tarde, el Sr. Ackers se acerca Rubi en su escondite en Texas y la contrata para ir a Hong Kong para traer de vuelta a su hijo, a quien el Sr. Ackers dice que ha juntado con malas compañías. Rubi vuela a Hong Kong y consulta con un amigo local, Ming, quien le dice que Ackers está al frente de una banda de poderosos narcotraficantes. Rubi, con ciertas dificultades, secuestra al joven Ackers y lo entrega a su padre en Londres.
Sin embargo, el "William Ackers" que contrató a Rubi resulta ser un impostor y un rival del auténtico Ackers. Sus guardaespaldas decapitan al hijo de Ackers, luego apuñalan a Rubi y la dan por muerta. Rubi consigue recuperarse con la ayuda de un amigo, Milo, y comienza su propia venganza, empezando por rastrear al falso Ackers y su pandilla.
En una reunión con Milo, Rubi hace un favor a una mujer que trabaja en las sombras llamada Kafka: robar un extraño libro antes de que sea enviado al Museo Británico. Kafka le pone tras la pista de "Ackers", que es realmente un capo de la droga llamado Rupert Pelham. Las pistas llevan a Rubi de vuelta a Hong Kong y luego de nuevo a Londres, donde es capturada por Sorrell, un subordinado de Pelham, y torturada para obtener información. Rubi logra superar la tortura y consigue escapar, no sin antes matar a Sorrell. Antes de morir, Sorrell llega a confesar que Pelham planea reunirse con el verdadero Ackers esa misma noche.
Rubi se enfrenta a Pelham en la mansión de Ackers, que se encuentra junto con William Ackers, que está a punto de ser asesinado. En un sangriento duelo, Rubi mata a la guardaespaldas de Pelham, Tarántula, rompiéndole el cuello, y luego decapita Pelham. El Sr. Ackers acusa a Rubi de entregar a su hijo a la muerte, aunque ella no podía saberlo. Él se niega a perdonarla, pero el hecho de que ella le hubiese salvado la vida esa noche es motivo suficiente como para no tomar venganza hacia ella. Rubi acepta y se marcha, llevándose una pequeña pila de dinero en efectivo que Pelham le lanzó a ella para tratar de salvarse a sí mismo.
Antes de los créditos finales, hay un primer plano de Tarántula tendida en el suelo, cuya mano llega a moverse.

## Capítulos
- 01 - Paseo por Chinatown
- 02 - Carnicería al volante
- 03 - Entrenamiento en el descampado
- 04 - Rata asquerosa
- 05 - Todo el mundo corre
- 06 - Cualquier cosa por Kafka
- 07 - Invitado inesperado
- 08 - Rompiendo el hielo
- 09 - La ópera
- 10 - Terapia de choque
- 11 - Furia en la carretera
- 12 - Cara a cara

## Personajes
- Rubi Malone: Es la protagonista del videojuego y el personaje que controla el jugador. Rubi es una atractiva joven americana de pelo negro, ojos verdes y cuerpo atlético. Viste con una camiseta roja cubierta por una chaqueta de cuero, pantalones y botas militares. Lleva equipada una espada y un par de revólveres clásicos. Es una mercenaria con unas excelentes aptitudes para el combate, gracias a su extrema agilidad y excelente puntería. Se la considera una "solucionadora de problemas", vende sus servicios al mejor postor y nunca hace preguntas. Vive en un desguace ubicado en algún lugar del desierto de Texas. Es muy mal hablada, prácticamente todas las frases que dice va acompañada de alguna palabra malsonante, y posee muy mal carácter. No es alcohólica, pero le gusta beber. Odia volar en avión aunque, paradójicamente, a lo largo de la historia del juego, debe hacer varios viajes en avión a Hong Kong, América del Norte y Londres. Su voz pertenece a la actriz Eliza Dushku,.[1] En Japón, fue la cantante Yu-ki del grupo de música japonés TRF quien se encargó de interpretarla en la versión japonesa del juego.[2]
- Rupert Pelham: Es el villano de la historia. Se presenta ante Rubi como William Ackers, el hombre al que salvó la vida en el pasado. Le pide ayuda a Rubi, a cambio de una muy importante suma de dinero, para rescatar a su hijo, que se encuentra en Hong Kong llevando una vida no muy saludable. Cuando Rubi consigue encontrar a su hijo y se lo entrega a Ackers, éste lo mata y confiesa que no es el verdadero William Ackers. Su voz pertenece a Malcom McDowell.
- Tarántula: Una guardaespaldas de Pelham. Posee excelentes aptitudes para la lucha, casi al mismo nivel que Rubi. Su voz pertenece a la actriz Kim Mai Guest.
- Ming: Un buen amigo de Rubi que vive en Hong Kong. Es taxista, pero siempre tiene el oído atento para enterarse de todo cuanto acontece en la ciudad. Él es quien proporciona información vital a Rubi para llevar a cabo su venganza. Su voz pertenece a James Sie.
- Zhi: Es el hermano menor de Ming, que vive con él. No es muy hablador y se pasa todo el día en casa jugando videojuegos. Parece que vive en su propio mundo. Su voz pertenece al actor Parry Shen.
- Ratboy: Uno de los sicarios de Pelham, amante de las luchas clandestinas. Interpretado por Ron Yuan.
- Sorrell: Otro sicario de Pelham. Interpretado por Alan Cumming.
- William Ackers: En el prólogo del juego, Rubi consigue robar un corazón en una operación de tráfico de órganos y, tras entregárselo al hijo de Ackers a cambio de una suma de dinero, consigue salvar la vida de William Ackers. Su voz pertenece al actor W. Morgan Sheppard (voz)
- Kafka: Una coleccionista de arte ambiciosa y lesbiana, que se siente muy atraída sexualmente por Rubi, aunque esta no muestra ningún interés por ella, más allá de un escueto "Me alegra que te guste". Tiene información valiosa sobre Pelham y los suyos, pero a cambio le pide a Rubi una misión de recuperar un libro antiguo.

## Recepción
Wet tuvo críticas mixtas. Metacritic puntuó con un 70/100 y un 69/100 en las versiones de PlayStation 3 y Xbox 360 respectivamente. Otras páginas como Meristation otorgó un 6'5/10.